# José Alberto Mendoza
José Alberto Mendoza Posas (Olanchito, 21 de julho de 1989) é um futebolista profissional hondurenho que atua como goleiro, atualmente defende o CD Marathón.

## Carreira
José Alberto Mendoza fez parte do elenco da Seleção Hondurenha de Futebol nas Olimpíadas de 2012.